# جامعة سيكتيفكار الحكومية
جامعة سيكتيفكار الحكومية "المًسمى باسم بيتيريم سوروكين" (بالروسية: Сыктывкарский государственный университет имени Питирима Сорокина) هي إحدى الجامعات الحكومية في مدينة سيكتيفكار عاصمة جمهورية كومي جمهورية كومي. يدرس في الجماعة أكثر من 9000 طالب وفيها أكثر من 600 عضو هيئة تدريسية وبذلك فهي أكبر مؤسسة تعليمية في جمهورية كومي.
تأسست الجامعة عام 1972 وبذلك فهي أقدم جامعة في جمهورية كومي.